# Hengsberg
Hengsberg è un comune austriaco di 1 441 abitanti nel distretto di Leibnitz, in Stiria.